# Wybory parlamentarne w Izraelu w 2015 roku
Wybory parlamentarne w Izraelu odbyły się 17 marca 2015. Były to wybory przedterminowe.
Pod koniec 2014 w rządzie Binjamina Netanjahu zaczęły narastać napięcia między partnerami tworzącymi koalicję w sprawach takich jak budżet na 2015 rok, wysokie koszty życia, polityka wobec Palestyńczyków, a zwłaszcza zaproponowanej przez premiera kontrowersyjnej ustawy, która określiłaby Izrael jako „państwo narodowe” narodu żydowskiego. 2 grudnia 2014 premier Binjamin Netanjahu zdymisjonował dwoje ministrów, liderów koalicyjnych centrowo-liberalnych ugupowań: Ja’ira Lapida (Jest Przyszłość) oraz Cippi Liwni (Ruch), zarzucając im „spiskowanie”, „podważanie jego pozycji” i „nieustające ataki z wnętrza rządu”. Efektem kryzysu rządowego był wniosek o skrócenie kadencji Knesetu, która normalnie trwałaby do 2017.
Pierwsze czytanie ustawy skracającej kadencję Knesetu odbyło się 3 grudnia, zaś drugie i trzecie czytanie 8 grudnia 2014. Za ustawą głosowało 93 posłów do Knesetu, nikt nie głosował przeciwko. Termin wyborów wyznaczono na 17 marca 2015.

## Wyniki wyborów
Frekwencja w wyborach wyniosła 71,8 proc. i była najwyższa od 1999 roku.
Wybory ponownie wygrał Likud, pod przywództwem Binjamina Netanjahu.
Wyniki wyborów przedstawiają się następująco
| Partia                            | Głosy   | %     | Miejsca | +/− | Przywódca                    |
| --------------------------------- | ------- | ----- | ------- | --- | ---------------------------- |
| Likud                             | 985 408 | 23,4  | 30      | +12 | Binjamin Netanjahu           |
| Unia Syjonistyczna                | 786 313 | 18,67 | 24      | +3  | Jicchak Herzog i Cippi Liwni |
| Zjednoczona Lista                 | 446 583 | 10,61 | 13      | +2  | Ajman Auda                   |
| Jest Przyszłość (Jesz Atid)       | 371 602 | 8,82  | 11      | -8  | Ja’ir Lapid                  |
| My Wszyscy                        | 315 360 | 7,49  | 10      | +10 | Mosze Kachlon                |
| Żydowski Dom (Ha-Bajit Ha-Jehudi) | 283 910 | 6,74  | 8       | -4  | Naftali Bennett              |
| Szas                              | 241 613 | 5,74  | 7       | -4  | Arje Deri                    |
| Nasz Dom Izrael (Jisra’el Betenu) | 214 906 | 5,1   | 6       | -4  | Awigdor Lieberman            |
| Zjednoczony Judaizm Tory          | 210 143 | 4,99  | 6       | -1  | Ja’akow Litzman, Mosze Gafni |
| Merec                             | 165 529 | 3,93  | 5       | -1  | Zehawa Galon                 |

Próg wyborczy wynosił 3%, do parlamentu dostało się 10 list bądź ugrupowań. Największy sukces odniósł Likud, który zdobył o 12 miejsc więcej niż poprzednio, zaś największym przegranym okazało się ugrupowanie Jest Przyszłość, które z drugiej siły politycznej po wyborach w 2013 straciło 8 mandatów, i spadło do grona „średniaków”. Premię za zjednoczenie zgarnęły koalicje wyborcze: Unia Syjonistyczna, czyli sojusz Partii Pracy i Ruchu (Ha-Tenu’a) oraz wspólna lista partii arabskich: Hadaszu, Baladu i Zjednoczonej Listy Arabskiej, czyli: Zjednoczona Lista. Straciły wszystkie drobne prawicowe partie, głównie na rzecz Likudu, ale także partii My Wszyscy – nowej siły w parlamencie pod przywództwem „dezertera” z Likudu Mosze Kachlona.
Posłowie wybrani w wyborach:
| Partia                   | Posłowie |
| ------------------------ | --- |
| Likud                    | Binjamin Netanjahu, Gilad Erdan, Juli-Jo’el Edelstein, Jisra’el Kac, Miri Regew, Silwan Szalom, Mosze Ja’alon, Ze’ew Elkin, Jariw Lewin, Ze’ew Binjamin Begin, Cachi Hanegbi, Juwal Steinitz, Gila Gamli’el, Ofir Akunis, Dawid Bitan, Chajjim Kac, Jackie Lewi, Jo’aw Kisz, Cippi Chotoweli, Dawid Amsalem, Miki Zohar, Anat Berko, Ajjub Kara, Nawa Boker, Awi Dichter, Awraham Neguse, Nurit Koren, Jaron Mazuz, Oren Chazzan, Danny Danon |
| Unia Syjonistyczna       | Jicchak Herzog, Cippi Liwni, Szelli Jachimowicz, Setaw Szafir, Icik Szmuli, Omer Bar-Lew, Jechi’el Bar, Amir Perec, Meraw Micha’eli, Etan Kabel, Manu’el Trajtenberg, Erel Margalit, Miki Rosenthal, Rewital Swid, Jo’el Chason, Zuhair Balul, Etan Broszi, Michal Biran, Nachman Szaj, Ksienija Swietłowa, Ajjelet Nahmias-Werbin, Josef Jona, Ejal Ben Re’uwen, Ja’el Kohen Paran                                                           |
| Zjednoczona Lista        | Ajman Auda, Masud Ghanajim, Dżamal Zahalika, Ahmad at-Tajjibi, Ajida Tuma-Sulajman, Abd al-Hakim Hadżdż Jahja, Hanin Zubi, Dow Chenin, Taleb Abu Arar, Basil Ghattas, Jusuf Dżabarin, Usama Sadi, Abd Allah Abu Maruf, |
| Jest Przyszłość          | Ja’ir Lapid, Ja’el German, Me’ir Kohen, Ja’akow Peri, Ofer Szelach, Chajjim Jellin, Jo’el Razwozow, Karin Elharrar, Aliza Lawi, Miki Lewi |
| My Wszyscy               | Mosze Kachlon, Jo’aw Galant, Eli Alalluf, Micha’el Oren, Rachel Azarja, Tali Ploskow, Jifat Szasza-Bitton, Eli Kohen, Ro’i Folkman, Meraw Ben-Ari |
| Żydowski Dom             | Naftali Bennett, Uri Ari’el, Ajjelet Szaked, Eli Ben-Dahan, Nisan Slomi’anski, Moti Jogew, Becalel Smotricz, Jinnon Magal, |
| Szas                     | Arje Deri, Jicchak Kohen, Meszullam Nahari, Ja’akow Margi, Dawid Azulaj, Jo’aw Ben Cur, Jicchak Waknin, |
| Nasz Dom Izrael          | Awigdor Lieberman, Orli Lewi-Abekasis, Sofa Landwer, Hamad Amar, Robert Ilatow, Szaron Gal, |
| Zjednoczony Judaizm Tory | Ja’akow Litzman, Mosze Gafni, Me’ir Porusz, Uri Maklew, Menachem Eli’ezer Mozes, Jisra’el Eichler, |
| Merec                    | Zehawa Galon, Ilan Gilon, Isawi Furajdż, Michal Rozin, Tamar Zandberg, |

## Rozmowy koalicyjne i powstanie rządu
Rozmowy koalicyjne przeciągały się, ostatecznie 14 maja 2015 powołany został nowy koalicyjny rząd, ponownie pod przewodnictwem Binjamina Netanjahu. W skład koalicji rządowej weszły: Likud (30 posłów), Zjednoczony Judaizm Tory (6 posłów), Żydowski Dom (8 posłów), Szas (7 posłów) oraz My Wszyscy (10 posłów). Koalicja ma niezbędne minimum głosów 61 na 120 w Knesecie.